# AMX-10RC
AMX-10RCは、フランスのイシー＝レ＝ムリノー工廠 (AMX) で開発された、偵察および対戦車戦闘を目的とした六輪の偵察戦闘車・装輪装甲車である。

## 開発と特徴
AMX-10RCは、当時フランス軍が装備していたパナールEBR装甲車とAMX-13軽戦車を代替することを目的として1970年から開発が開始され、1978年から生産・配備が開始された。
主砲に当時の装甲車としては破格の威力を持たせるため、CN-105-F2 48口径105mmライフル砲を採用し、偵察のみに留まらず対戦車任務までも考慮した設計となっていた。装輪車両としては反動が大きすぎるためマズルブレーキも装備された。砲弾は38発が搭載されており、内12発が砲塔内に置かれる。
車体全体を構成している素材にアルミ合金を使用し軽量化を図り、フロートなどの追加装備無しでウォータージェット推進により水上航行も可能である。
装軌式のAMX-10P歩兵戦闘車と基本コンポーネントを共用した設計のため、操行方式にはスキッドステア方式を採用しており、曲がりたい方向の車輪が減速、反対側が増速することにより走行操作を行う。このため、ステアリングのためのスペースを要せず車体をコンパクトに抑えている反面、タイヤの消耗が激しいという欠点がある。
高性能な武装と火器管制装置を備えた反面、この手の車両としては複雑すぎる構造となった結果、一部の主力戦車以上に高価格となったため輸出は振るわなかった。フランス陸軍も調達予定台数を削減し、より小型のERC 90装甲車と併用している。
|          | 16式機動戦闘車                    | 11式装輪突撃車                  | AMX-10RC                          | M1128 MGS                         | チェンタウロ          | ルーイカット         |
| -------- | --------------------------------- | ------------------------------- | --------------------------------- | --------------------------------- | --------------------- | -------------------- |
| 画像     |                                   |                                 |                                   |                                   |                       |                      |
| 全長     | 8.45 m                            | 8.00 m                          | 6.24 m                            | 6.95 m                            | 7.40 m                | 8.20 m               |
| 全幅     | 2.98 m                            | 3.00 m                          | 2.95 m                            | 2.72 m                            | 3.05 m                | 2.90m                |
| 全高     | 2.87 m                            | 約3 m                           | 2.60 m                            | 2.64 m                            | 2.73 m                | 2.80 m               |
| 重量     | 約26 t                            | 20 t                            | 17 t                              | 18.77 t                           | 26t                   | 28.8 t               |
| 最高速度 | 100 km/h                          | 100 km/h                        | 85 km/h                           | 100 km/h                          | 108 km/h              | 120 km/h             |
| 乗員数   | 4名                               | 4名                             | 4名                               | 3名                               | 4名                   | 4名                  |
| 主武装   | 52口径105mmライフル砲             | 105mmライフル砲                 | 48口径105mmライフル砲             | 51口径105mmライフル砲             | 52口径105mmライフル砲 | 62口径76mmライフル砲 |
| 副武装   | 12.7mm重機関銃M2×1 7.62mm機関銃×1 | 12.7mm重機関銃×1 7.62mm機関銃×1 | 12.7mm重機関銃M2×1 7.62mm機関銃×1 | 12.7mm重機関銃M2×1 7.62mm機関銃×1 | 7.62mm機関銃×2        | 7.62mm機関銃×2       |

## 使用弾種
| 弾種              | 名称        | 弾薬重量 (kg) | 発射体重量 (kg) | 初速 (m/s) | 貫通力 (mm)                                                                           |
| ----------------- | ----------- | ------------- | --------------- | ---------- | ------------------------------------------------------------------------------------- |
| HEAT-FS           | OCC 105 F3  | 13,85 kg      | 5,7 kg          | 1120 m/s   | >350 mm (射入角 0°) >150 mm (射入角 60°)                                              |
| HE                | OE 105 F3   | 13,7 kg       | 7,2 kg          | 800 m/s    | -                                                                                     |
| 標的演習 / ダミー | BSCC 105 F3 | 13,85 kg      | 5,7 kg          | 1120 m/s   | -                                                                                     |
| APFSDS            | OFL 105 F3  | 13 kg         | 3,8 kg          | 1400 m/s   | NATO Single Heavy Target 1200 m (射入角 60° で150 mm) NATO Triple Heavy Target 2200 m |

## 配備

### フランス軍
フランス陸軍の車両は以下の緊急展開部隊に配備されて、1991年の湾岸戦争の際には第6軽機甲旅団（当時は第6軽機甲師団）所属車両がフランス軍の先鋒を務めた。
- 第6軽機甲旅団 - 第1外人騎兵連隊および第1スパッヒ連隊
- 第9海兵軽機甲旅団 - 海兵歩兵戦車連隊および第1海兵歩兵連隊
- ドイツ・フランス合同旅団 - 第3驃騎兵連隊
- 第5海外混成連隊（ジブチに駐屯）
- 第1アフリカ猟兵連隊（新兵訓練・戦術研究・車両評価部隊）

現在、フランス陸軍に装備されているAMX-10RCには電子機器の更新、NATOで広く使用されている105mm砲と共通する弾薬が使用可能な主砲への換装、装甲防御力の強化のための補助装甲の付与、エンジン・トランスミッションの換装などが行われている。

### ウクライナ軍

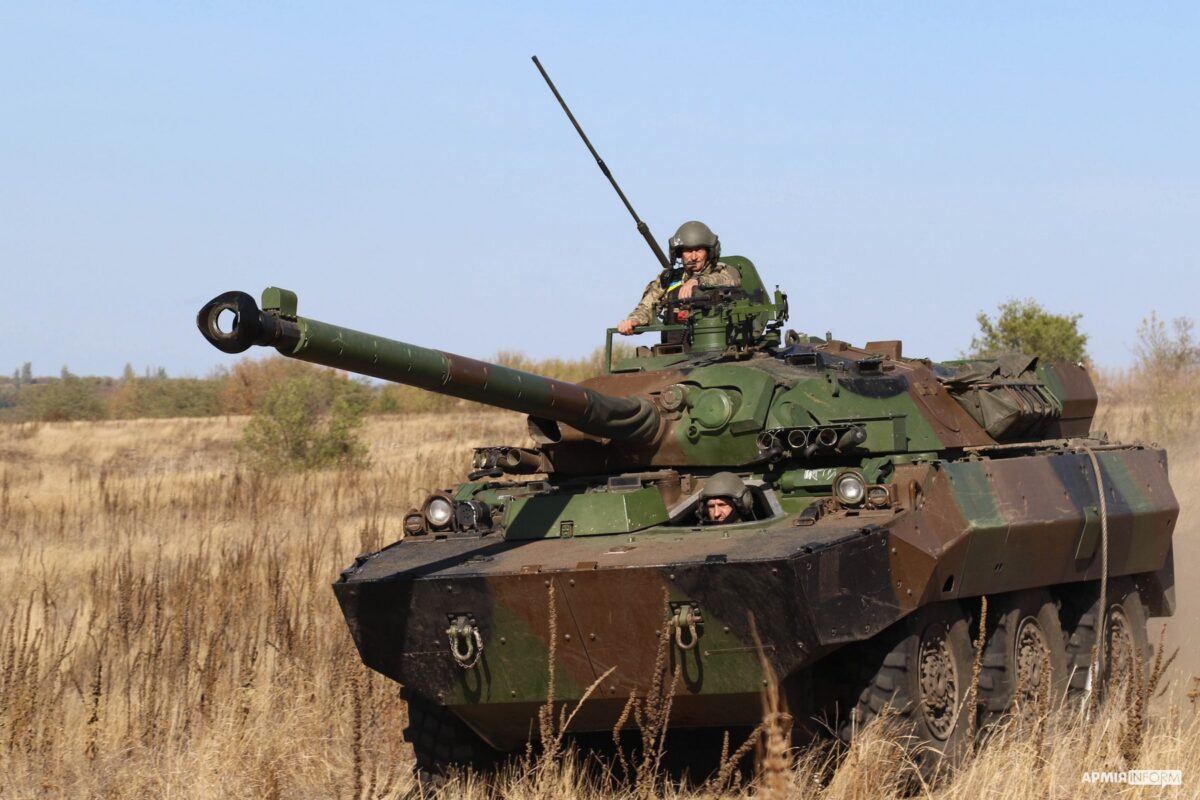
第37独立海兵旅団で運用されるAMX-10RC。

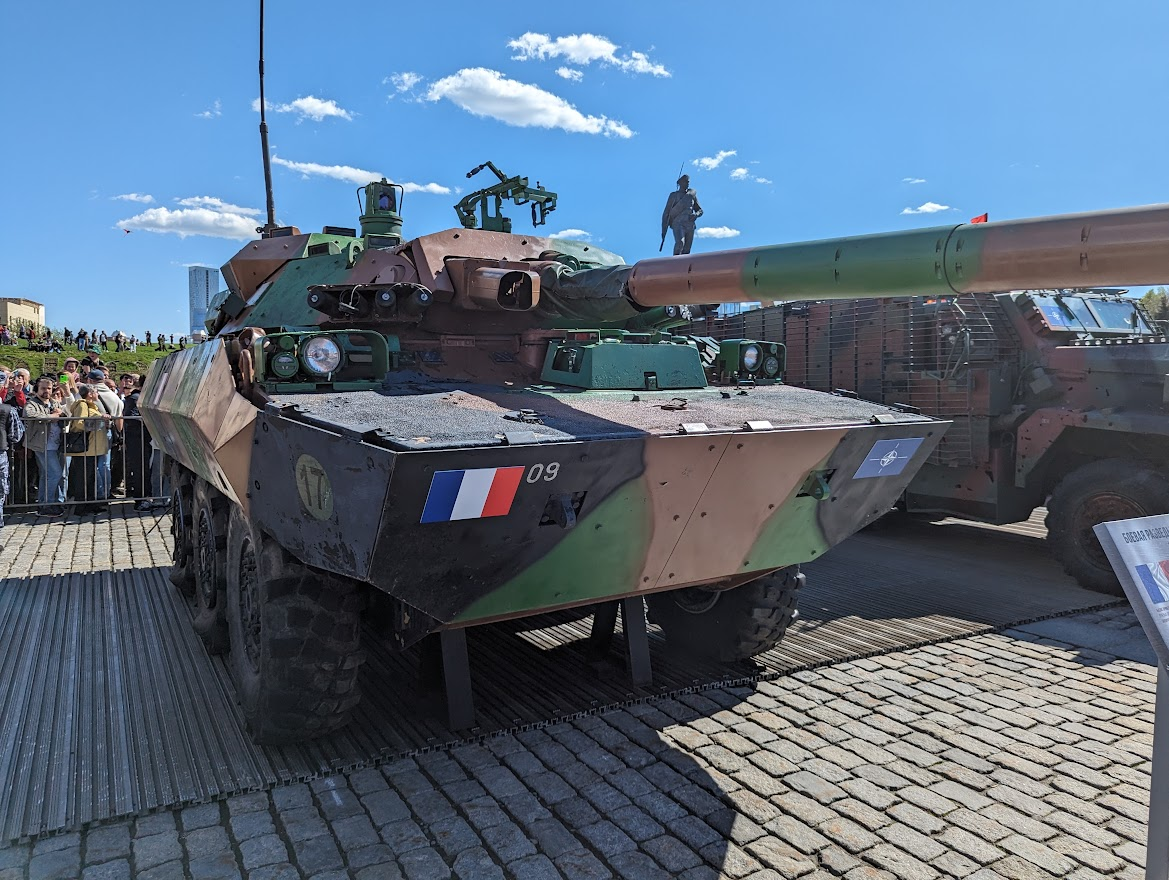
ロシア軍に鹵獲されたAMX-10RC

2023年1月4日、エマニュエル・マクロン大統領はウクライナ侵攻を受けて、AMX-10RCをウクライナに供与することを発表。ウクライナ国内における運用状況は不明であるが、ロシア国防省は2023年6月6日の発表で、AMX-10を3両、ドイツが供与したレオパルト戦車などとともに破壊したことを発表している。ほか、1両がロシア軍に鹵獲されている。

## 評価
ウクライナ軍、第37海軍歩兵旅団大隊長の話によれば、ロシア軍が放った砲弾がAMX-10RCの近くに着弾。破裂した砲弾の破片が、装甲を貫通し、搭乗していた兵士４名全員が死亡した。AMX-10RCは、米軍が提供したM2ブラッドレー歩兵戦闘車と比べ側面・下部の装甲が薄く、大隊長は「武装も良く、観測機器も非常に優れている。しかし、(装甲が薄い為)前線での戦闘には不向き」と評価した。

## 運用国
- フランス

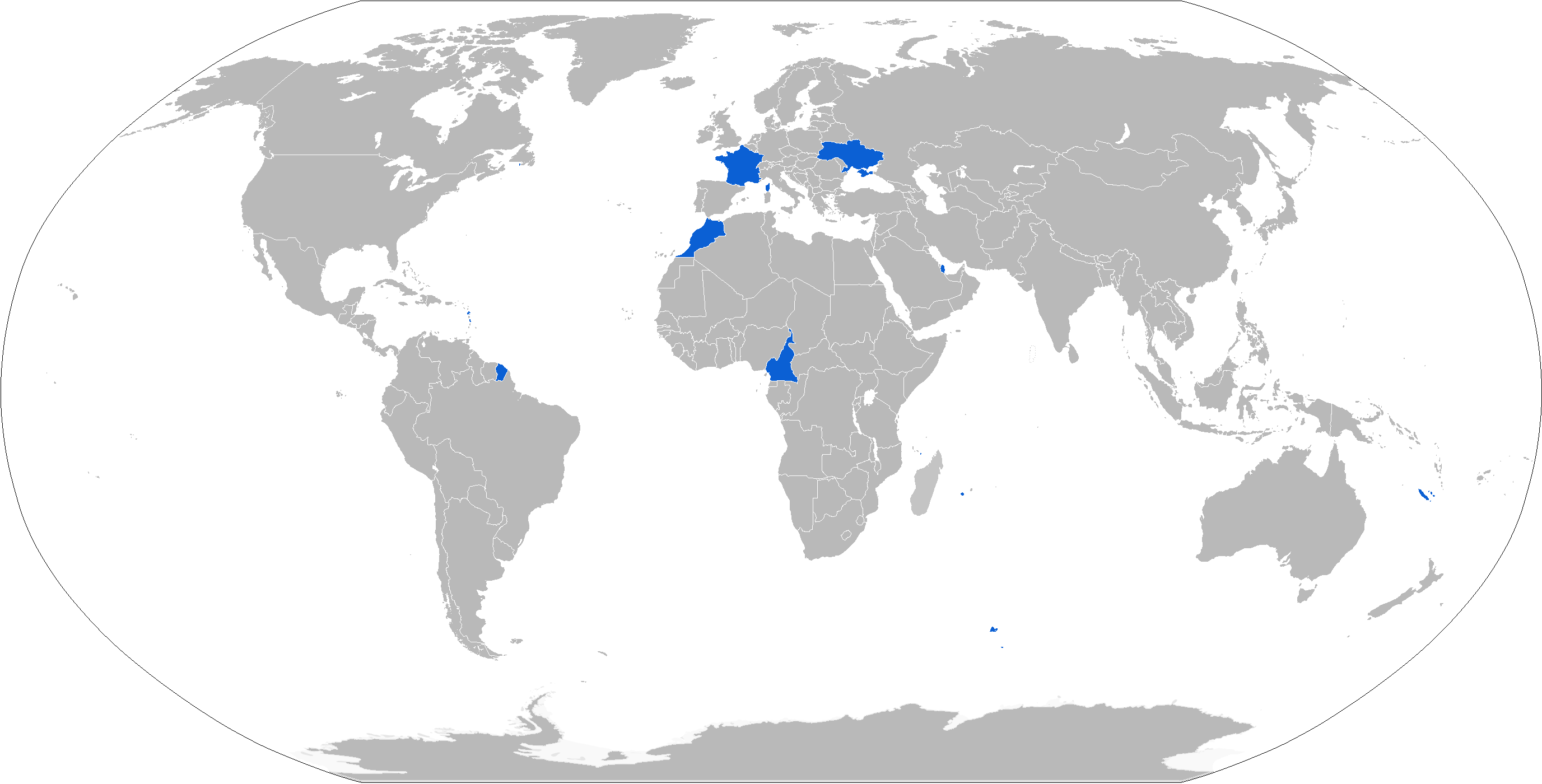

  - フランス陸軍 - 2023年時点で、245両のAMX-10RCを保有[4]。
- モロッコ
  - モロッコ陸軍 - 2024年時点で、80両のAMX-10RCを保有[5]。
- カタール
  - カタール陸軍 - 2023年時点で、12両のAMX-10RCを保有[6]。
- カメルーン
- ウクライナ（ロシアによる侵攻を受け供与[7]）